# Et Cetera (песня)
Et Cetera («и так далее») — песня, исполняемая Шинейд Малви и Black Daisy, которая была представлена Ирландией на Евровидение 2009, но не прошла полуфинал 14 мая 2009 года, получив 52 балла.
Национальные выборы представителя состоялись ранее, 22 февраля. Традиционно финал национального отборочного конкурса исполнителей Eurosong 2009 прошёл в специальном выпуске телепередачи The Late Late Show. Там песня получила 78 очков из 80 возможных.
Дебютировав в чартах на 15 месте, песня продержалась на своей высшей точке, 6 месте, неделю.
| Чарт 2010 года      | Высшая позиция |
| ------------------- | -------------- |
| Irish Singles Chart | 6              |